# Krokowa
Krokowa (kaszb. Krokòwa, niem. Krockow) – wieś kaszubska w Polsce położona w województwie pomorskim, w powiecie puckim, w gminie Krokowa przy skrzyżowaniu dróg wojewódzkich nr 213 i nr 218.
Krokowa wraz z miejscowościami ościennymi Minkowicami, Goszczynem tworzy zwarty obszar zabudowany o charakterze małomiasteczkowym. Znajdowała się tu stacja końcowa linii kolejowej Puck – Krokowa.
Miejscowość jest siedzibą gminy Krokowa.
W latach 1945–1975 miejscowość administracyjnie należała do tzw. dużego województwa gdańskiego, a w latach 1975–1998 do tzw. małego województwa gdańskiego.

## Historia

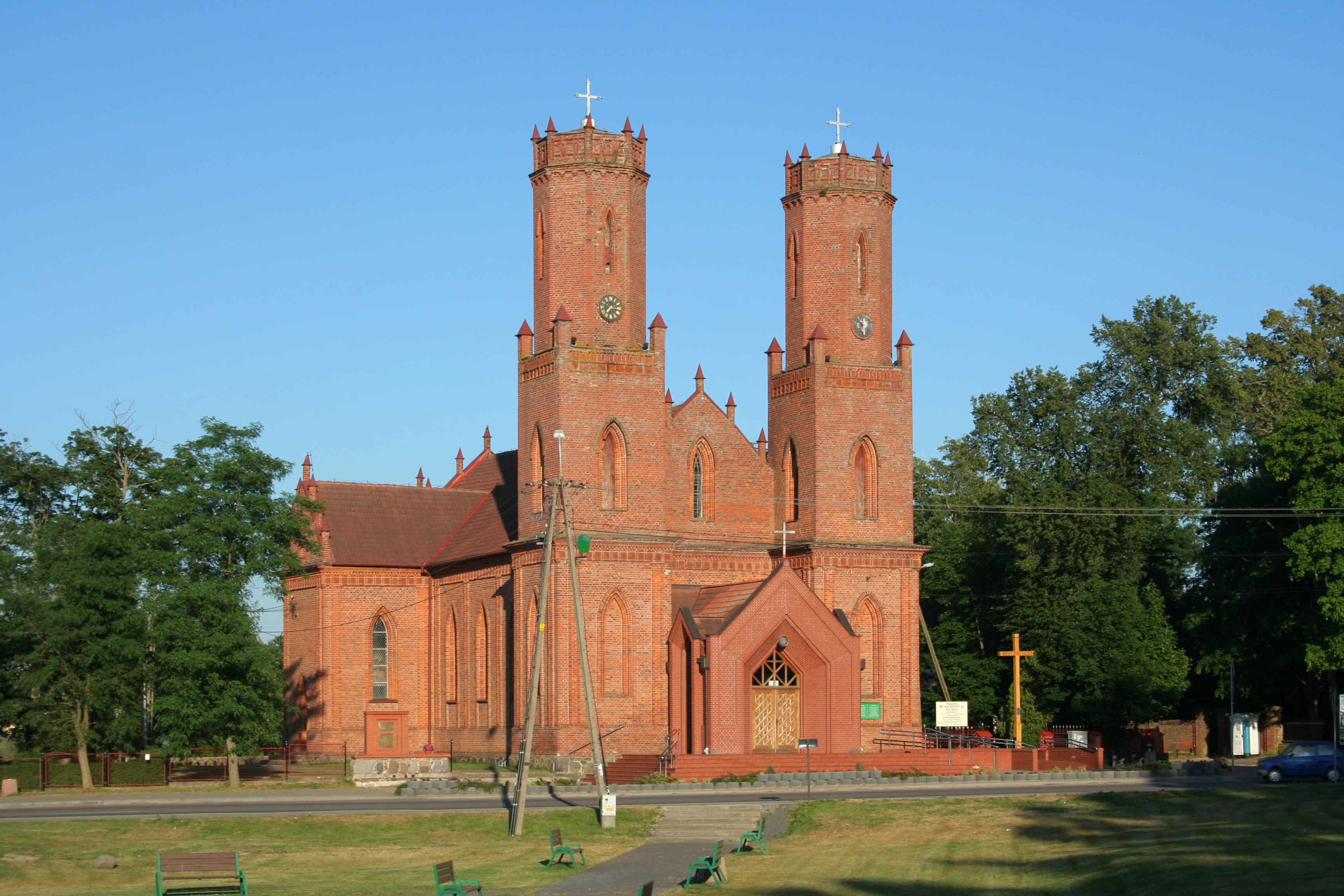
Kościół pw. św. Katarzyny Aleksandryjskiej

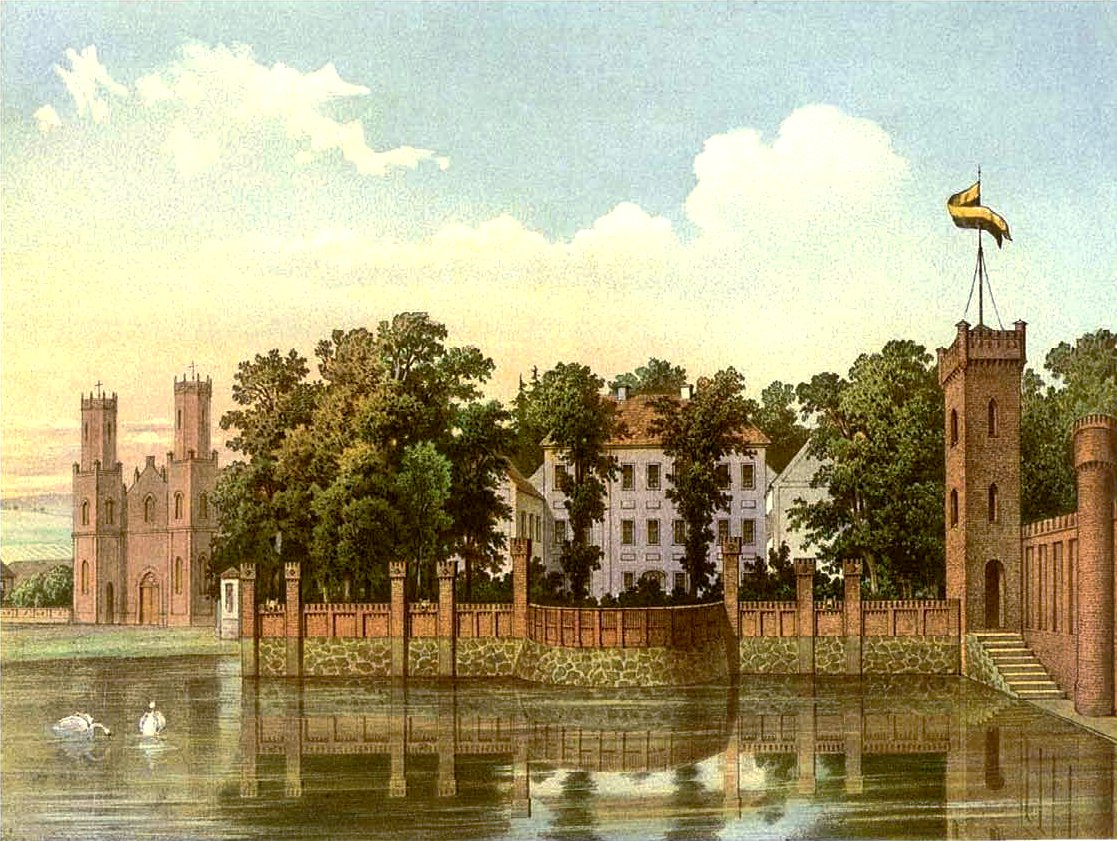
Zamek w Krokowej 1860, ze zbiorów Alexandra Dunckera

Wieś od XII wieku do 1945 należała do rodu Krokowskich. Od końca XVI w. do połowy XIX w. Krokowa była centrum kalwinizmu na Pomorzu Gdańskim i przynajmniej do połowy XIX w. odbywały się tutaj regularne nabożeństwa ewangelicko-reformowane po kaszubsku. Po wygaśnięciu polskiej linii rodu pod koniec XVIII w., Krokowa przeszła w ręce linii zniemczonej używającej nazwiska von Krockow. Najbardziej dramatyczny moment rodziny von Krockow przypadł na lato 1939. W rodowej posiadłości, która leżała na terytorium II Rzeczypospolitej, żyło czterech braci von Krockowów: Albrecht, Heinrich, Reinhold i Urlich, mających obywatelstwo polskie. Reinhold został wcielony do polskich ułanów, a Heinrich i Urlich uciekli na niemiecką stronę i zaciągnęli się do hitlerowskiego wojska. Cała trójka uczestniczyła w walkach, we wrześniu 1939 26-letni Albrecht, aby uniknąć rozkazu mobilizacyjnego, dokonał samookaleczenia: stracił palec u nogi. Był gospodarzem majątku do 1945. Ułan Reinhold po kilku tygodniach powrócił z niemieckiej niewoli i spotkał się z braćmi w Krokowej. Reinhold wstąpił do SS i z dwójką braci walczył dla III Rzeszy. Wszyscy trzej zginęli na froncie. Z kwerendy, którą na zlecenie wojewody pomorskiego wykonał profesjonalny historyk wynika, że nekrologi trzech poległych braci von Krockow zawierały stwierdzenie: W ciężkich czasach polskich rządów pozostawali wierni niemczyźnie.

## Zabytki
- kościół parafialny św. Katarzyny Aleksandryjskiej, neogotycki, z połowy XIX w., do 1945 ewangelicki. Ceglany, nietynkowany, o charakterystycznych, ośmiokątnych, płasko zwieńczonych wieżach z ceglaną balustradą. Główną patronką krokowskiego kościoła jest św. Katarzyna Aleksandryjska, natomiast na bocznych obrazach widnieją: św. Pius X i św. Wojciech. Kościołem opiekują się Zmartwychwstańcy.

- pałac – z częściowo zachowaną fosą był budowany od XIV wieku, a obecny kształt uzyskał w XVIII w[7]. W 1945, gdy właściciele zostali zmuszeni do wyjazdu do Niemiec, budynek został znacjonalizowany. W niewielkim pałacu obok dyrekcji Zakładu Hodowli Roślin był Kaszubski Dom Kultury. To tu miał siedzibę około 20-osobowy zespół folklorystyczny Kaszëbë, założony i prowadzony przez Jerzego Łyska – kierownika Kaszubskiego Domu Kultury. Ten dom był jedną z najatrakcyjniejszych placówek wiejskich powiatu puckiego. Niestety pałac popadł w ruinę. W 1990 został ze smakiem odrestaurowany przez polsko-niemiecką fundację, w skład której wchodzą także dawni właściciele. Obecnie jest to luksusowy hotel i muzeum, w którym historyczna narracja skupia się na losach członków rodu[5].

## Kolej w Krokowej
W dużej części finansowana przez rodzinę von Krockow, 1-torowa linia kolejowa (rozstaw torów 1435 mm) z Pucka do Krokowej o długości 22,39 km, budowana była przez konsorcjum cukrowni, gorzelni i organizacji rolników z okolicznych terenów. Dotarła do wsi jesienią 1903. Otwarcie całej linii, której wykonawcą była firma Lenz & Co., nastąpiło 26 września 1903.

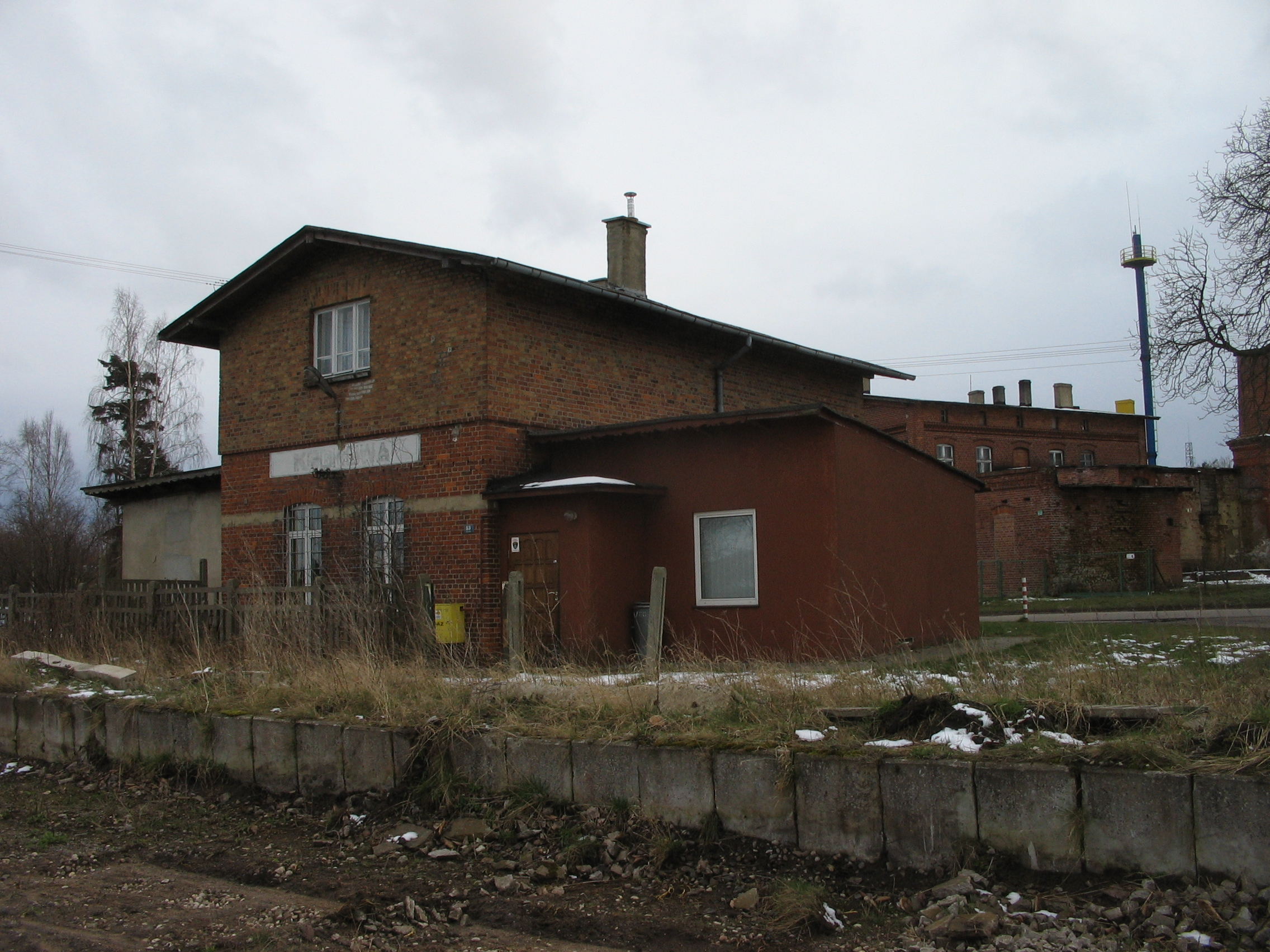
Dawny dworzec kolejowy Krokowa

W latach 2001–2003 baza Kolei Drezynowej (obecnie nie funkcjonuje).
Linię kolejową Swarzewo - Krokowa rozebrano i zamiast niej jest obecnie asfaltowa trasa rowerowa o takim samym przebiegu.

## Przyroda
W najbliższej okolicy znajdują się rezerwaty przyrody Zielone, Moroszka Bielawskiego Błota i Woskownica Bielawskiego Błota.

## Związani z Krokową
- prof. Alfred Czermiński – były prorektor Uniwersytetu Gdańskiego, założyciel i rektor Wyższej Szkoły Administracji i Biznesu im. Eugeniusza Kwiatkowskiego w Gdyni
- Albrecht von Krockow
- Christian Graf von Krockow
- Kazimierz Plocke – były wójt gminy, poseł Platformy Obywatelskiej, wiceminister Rolnictwa i Rozwoju Wsi.